# 阜昌
阜昌（1130年十一月二十三日—1137年十一月十八日）是奉金朝之命建立的大齐国刘豫的年号。使用这个年号共8年。
关于刘豫阜昌年号起始年份，史籍中有“庚戌说”和“辛亥说”两种说法。《宋史》和《金史》均以辛亥为阜昌元年。黄会奇《刘豫改元“阜昌”年代考》和许正弘《刘豫阜昌改元始年小考》辩证史籍记载，援引石刻资料，证明阜昌元年为庚戌年，并以《伪齐录校补》卷上《伪豫传》收录的《建元阜昌诏》证明，具体改元时间为庚戌年十一月二十三日。

## 改元
- 1130年——九月九日，金人冊封劉豫為大齊皇帝，奉金正朔，稱天會八年。十一月二十二日，有詔改元阜昌，從十一月二十三日開始使用。[4][5][6]
- 1137年——十一月十八日 ，金人廢劉豫為蜀王。[4][5]

## 纪年對照表
| 阜昌 | 元年   | 二年   | 三年   | 四年   | 五年   | 六年   | 七年   | 八年   |
| ---- | ------ | ------ | ------ | ------ | ------ | ------ | ------ | ------ |
| 公元 | 1130年 | 1131年 | 1132年 | 1133年 | 1134年 | 1135年 | 1136年 | 1137年 |
| 干支 | 庚戌   | 辛亥   | 壬子   | 癸丑   | 甲寅   | 乙卯   | 丙辰   | 丁巳   |

## 同期存在的其他政权年号
- 中國
  - 紹興（1131年－1162年）：宋—宋高宗趙構之年號
  - 延慶（1124年－1133年）：西遼—遼德宗耶律大石之年號
  - 康國（1134年－1143年）：西遼—遼德宗耶律大石之年號
  - 天會（1123年－1137年）：金—金太宗吳乞買、金熙宗完颜亶之年號
  - 正德（1127年－1134年）：西夏—夏崇宗李乾順之年號
  - 大德（1135年－1139年）：西夏—夏崇宗李乾順之年號
  - 保天（1129年－1137年）：大理—段正嚴之年號
- 越南
  - 天順（1128年－1132年）：李朝—李陽煥之年號
  - 天彰寶嗣（1133年－1138年）：李朝—李陽煥之年號
- 日本
  - 大治（1126年－1131年）：崇德天皇之年号
  - 天承（1131年－1132年）：崇德天皇之年号
  - 長承（1132年－1135年）: 崇德天皇之年号
  - 保延（1135年－1141年）：崇德天皇之年号

## 深入閱讀
- 李崇智. . 北京: 中華書局. 2004年12月. ISBN 7101025129.
- 鄧洪波. . 臺北: 國立臺灣大學東亞經典與文化研究計劃. 2005年3月  [2021-11-24]. ISBN 9789860005189. （原始内容 (pdf)存档于2007-08-25）.